# Valdemolinos
Valdemolinos es una localidad española, pedanía del municipio de Santa María del Berrocal, perteneciente a la provincia de Ávila, en la comunidad autónoma de Castilla y León.

## Geografía
Valdemolinos está situada en la comarca Barco-Piedrahíta (Valdecorneja). Concretamente en la carretera (AV-104) que une Santa María del Berrocal con Gallegos de Solmirón (este último ya en la provincia de Salamanca), a 1 km del primero y a 4,5 km del segundo, a 70 km de Ávila.
Por Valdemolinos pasan dos rutas de senderismo: Ruta de los Lavaderos, con dos de las fuentes de principios de siglo  y la Ruta de los Esbarruzaderos, pudiendo ver el potro de herrar muy bien conservado de la población. Valdemolinos está rodeado de encinas y se aprecia a lo lejos el castillo del Mirón.

## Historia
A mediados del siglo XIX, el lugar, por entonces con ayuntamiento propio, tenía contabilizada una población de 75 habitantes. Aparece descrito en el decimoquinto volumen del Diccionario geográfico-estadístico-histórico de España y sus posesiones de Ultramar de Pascual Madoz de la siguiente manera:

VALDEMOLINOS: l. con ayunt. de la prov. y dióc. Avila (11 leg.), part. jud. de Piedrahita (1 1/2), aud. terr. de Madrid (27), c. g. de Castilla la Vieja (Valladolid 24). sit. en la falda S. de la sierra titulada del Miron; lo combaten con mas frecuencia los vientos N. y O. y su clima es frio, sus enfermedades comunes calenturas y reumatismos: tiene 20 casas inferiores y una igl. parr. (San Miguel Arcángel) aneja de la del Villar de Corneja, cuyo párroco la sirve: en los afueras y lado N. el cementerio en punto saludable y una fuente de buenas aguas para el uso de los vec. Confina el térm. N. el Miron; E. Berrocal; S. el Villar de Corneja, y O. Gallegos del Miron; se estiende 3/4 leg. de N. á S. é igual dist. de E. á O. comprende un pequeño monte de encina y algunos prados naturales con buenos pastos; le cruza de N. á S. un pequeño arroyo. El terreno es de mediana calidad. caminos: de herradura que dirigen á los pueblos limítrofes en mal estado: el correo se recibe en la cab. del part. prod.: trigo y centeno; mantiene ganado lanar y vacuno, y cria caza de conejos y perdices. ind.: algun fabricante de paño basto. pobl.: 22 vec., 75 alm. cap. prod.: 262,575 rs. imp.: 10,503. ind. 1,950. contr.: 951 3.
(Madoz, 1849, p. 279)

## Demografía
| Gráfica de evolución demográfica de Valdemolinos entre 1842 y 1930 |
| |
| Población de derecho según los censos de población del INE. Población de hecho según los censos de población del INE.Entre el censo de 1857 y el anterior, crece el término del municipio porque incorpora a Navahermosa del Mirón. Entre el censo de 1940 y el anterior, este municipio desaparece porque se integra en el municipio Santa María del Berrocal. |

Valdemolinos está prácticamente deshabitado, solo cuenta con una decena de vecinos. Pese a ello, en los últimos años se están construyendo una buena cantidad de casas nuevas y el turismo rural parece haber llegado al pueblo.

## Patrimonio
En la localidad hay una iglesia parroquial bajo la advocación de San Miguel Arcángel, del siglo XV, donde se puede ver la espadaña separada de la capilla.

## Fiestas
Anualmente se celebra la festividad de San Blas el 3 de febrero.